# Lopo Soares de Albergaria
Lopo Soares de Albergaria (Lisboa, ca. 1460-Torres Vedras, 1520) fue un influyente noble y almirante portugués que llegó a ser el 3.er gobernador de la India portuguesa, a la que llegó en 1515. Anteriormente había sido capitão-mor y gobernador de la Costa de Oro portuguesa (en el presente Ghana), hacia 1493.

## Gobernador de la India

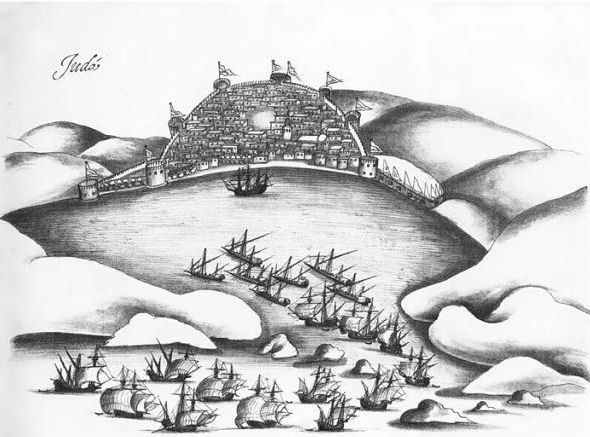
El almirante otomano Selman Reis defendió Jeddah contra los ataques portugueses en 1517.

Lopo Soares de Albergaria (a veces llamado Lopo Soares de Alvarenga, o simplemente Lopo Soares) fue un noble común, bien conectado con la poderosa familia de Almeida. Lopo Soares había servido en términos exitosos (1495-1499) como capitán general de São Jorge da Mina en la Costa de Oro portuguesa  (África occidental).
En 1504, Lopo Soares había comandado la 6.ª Armada de Indias portuguesa, considerada como una de las de más éxito de las primeras armadas de India, ya que Soares llevó de vuelta a Portugal a la flota en 1505, casi intacta, con una de las mejores cargas recibidas por el rey Manuel I de Portugal. Esto lo colocó en una buena posición para futuras preferencias y nombramientos.
En marzo de 1515, Lopo Soares fue elegido por el rey D. Manuel I para reemplazar al entonces gobernador Alfonso de Albuquerque y fue nombrado 3.er gobernador de la India portuguesa. Partió de Lisboa a la India el 7 de abril al mando de una flota de diecisiete barcos que transportaba también una embajada al emperador de Etiopía, con el embajador portugués Duarte Galvão, el embajador Mateus de Etiopía (también conocido como Mateo, el armenio) que iba en viaje de regreso y el padre misionero Francisco Álvares. En agosto, después de haber sabido a través de contactos en Venecia que el sultán mameluco de El Cairo había preparado una flota en Suez para luchar contra los portugueses, el rey Manuel se arrepintió de haber reemplazado a Albuquerque, e inmediatamente escribió a Albergaria para que devolviese el mando de todas las operaciones a Albuquerque, y le proporcionase los recursos para luchar. Sin embargo, cuando llegó la carta, Albuquerque ya había muerto.
Ya como Gobernador en India, Albergaria hizo una expedición naval en el mar Rojo en 1517, llevando a bordo la embajada al emperador de Etiopía, con la intención de que desembarcasen en la costa. Primero Albergaria alcanzó el puerto de Adén, que ofreció rendirse pero que Albergaria renunció a ocupar dado que no podía prescindir de los hombres puestos a cargo de la guarnición del puerto. El intento de desembarcar la embajada al alcanzar el puerto de Massawa fue un fracaso, al no conseguir Albergaria ir más allá del archipiélago Dahlak, y fue abortado después de que muriese Galvão Duarte en la isla de Kamaran. (Álvares y Mateus se vieron obligados a esperar hasta que llegase el reemplazo de Albergaria, Diogo Lopes de Sequeira, con un nuevo embajador, Rodrigo de Lima en 1520.)
En 1518, Albergaria capturó Ceilán (hoy Sri Lanka) para su rey, después de haber desembarcado en Colombo con una gran flota. Aquí ordenó la construcción de un pequeño fuerte llamado Nossa Senhora das Virtudes o Santa Bárbara. No consiguió dar continuidad al trabajo del Terribil y tuvo varios fracasos militares. Después de tres años de gobierno de la India, regresó a Portugal, siendo sustituido por el ya mencionado Diogo Lopes de Sequeira.
Vivió durante un tiempo, en Vale de Cambra, en el lugar de Portela de Vila Chã, en el Solar de Refojos. Se cree que murió hacia 1520 en Torres Vedras.
| Predecesor: Afonso de Albuquerque | 3.er gobernador de la India portuguesa 1515-1518 | Sucesor: Diogo Lopes de Sequeira |